# Imperia Tower
Imperia Tower ou Torre Imperia (em russo: Империя Башня/Imperija Batnja) é um complexo multifuncional de hotelaria e apartamentos privados, além de abrigar um luxuoso shopping center, e que estão localizados no Centro Comercial Internacional Cidade de Moscou em Moscou, na Rússia. O complexo contém o Edifício A, que é o principal arranha-céu de 239 metros. E o Edifício B, que abrigará um luxuoso shopping center, e que estimase que o principal edifício esteja concluído até o final de 2010, e que todo o complexo esteja totalmente concluído em 2011, que teve início de construção em 2003.

## Dados técnicos
Edifício A: principal edifício do complexo e que totalizando 60 andares (239 m), irá incorporar mais de 70.110 metros quadrados (750.000 pés quadrados) espaço de escritórios, 45.000 m2 (480.000 pés quadrados) de apartamentos, um hotel de 280 quartos (30.000 m2/320 , 000 m²) ,e variados pontos de venda. A construção está prevista para ser concluída em 2010.

Edifício B: está prevista para integrar um parque aquático e que será um foco de entretenimento para o complexo do Centro Comercial Internacional de Negócios de Moscou. Será também um shopping center, Restaurantes e cafés, e estará aberto durante todo o ano.